# Roberta Cabo
Roberta Luz Cabo de Almeida (Brasília, 13 de setembro de 1981) é uma atiradora esportiva brasileira.

## Carreira
Venceu o Prêmio Brasil Olímpico na modalidade Tiro Esportivo em 2005.
Foi indicada para disputar os Jogos Pan-Americanos de 2007 no Rio de Janeiro após Simone Rocha ter desistido da vaga, mas não chegou a disputar. Se tornou atleta da Força Aérea Brasileira, chegando ao posto de tenente.
Em 2010, disputou o Mundial de Tiro na Alemanha na categoria Carabina de Ar. Nos Jogos Sul-Americanos de Medellin, em 2010, foi ouro na disputa individual na Carabina de ar 10m e conquistou o bronze na Carabina de ar 10m por equipes. Com os resultados, obteve vaga para os Jogos Pan-Americanos de 2011.
Integrou a delegação nacional, finalmente chegou aos Jogos Pan-Americanos na edição de 2011 em Guadalajara, no México, estreando na competição. No Pan disputou provas na Carabina de ar 10 m e na Carabina 3 posições 50 m, tendo ficado em 11º e 19º lugar, respectivamente.
Em 2013, deixou a Federação Paulista de Tiro Esportivo, que defendia até então, indo para a Federação Catarinense de Caça e Tiro Esportivo.